# 小千谷市消防本部
小千谷市消防本部（おぢやししょうぼうほんぶ）は、小千谷市の消防部局（消防本部）。

## 所在地
- 消防本部・消防署 - 〒947-0028 新潟県小千谷市城内3丁目1番9号
- 川口出張所 - 〒949-7505 新潟県長岡市川口牛ケ島160番地3

## 管内の現況
管内の人口 - 39,702人
- 小千谷市 - 35,401人
- 長岡市川口地域（旧川口町）- 4,301人

2019年（令和元年）8月1日現在
管内の世帯数 - 14,245世帯
- 小千谷市 - 12,735世帯
- 長岡市川口地域（旧川口町）- 1,510世帯

2019年（令和元年）8月1日現在
管内の面積 - 205.22 km2
- 小千谷市 - 155.19 km2
- 長岡市川口地域（旧川口町）- 50.03 km2

2018年（平成30年）10月1日現在

## 消防車両
2024年4月1日現在　消防年報
- 消防ポンプ車：3
- はしご車：1
- 水槽付ポンプ車：1
- 化学車：1
- 救助工作車：1
- 救急自動車：4
- 多目的車：1
- 資器材搬送車：1
- 防災指導車：1
- 防火広報車：1
- 指令広報車：1

## 組織

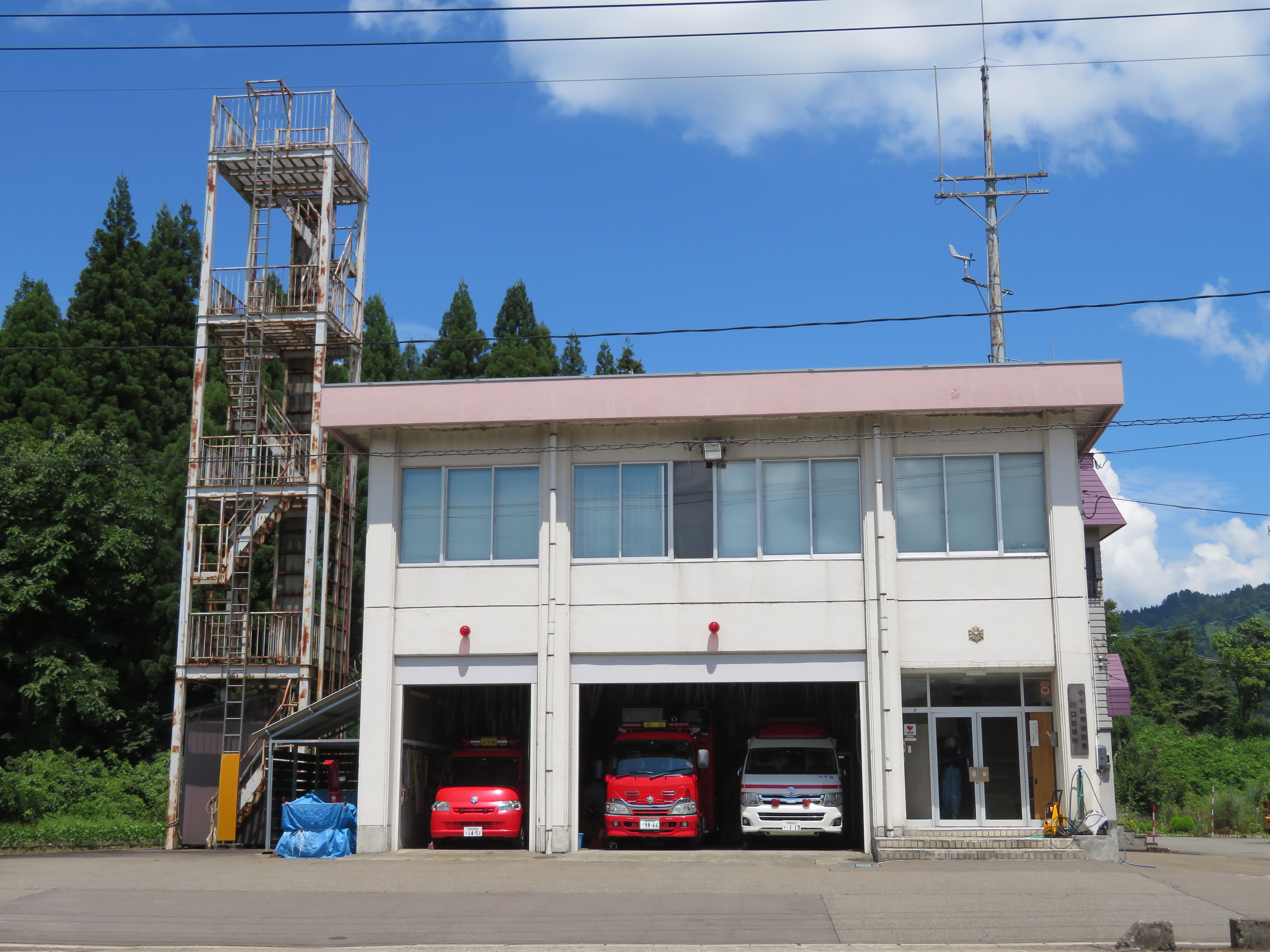
川口出張所

消防職員の数は2019年（平成31年）4月1日現在、62人である。
- 消防長
  - 総務課
  - 予防課
  - 警防課
  - 消防署
    - 川口出張所